# ولینگ‌هایزن
ولینگ‌هایزن (به هلندی: Wollinghuizen) یک منطقهٔ مسکونی در هلند است که در فلاخت‌وده واقع شده‌است. ولینگ‌هایزن ۴۰ نفر جمعیت دارد.